# دالاس هودغينز
دالاس هودغينز (بالإنجليزية: Dallas Hodgins)‏ هو لاعب دوري الرغبي أسترالي، ولد في 1898 في تاري في أستراليا، وتوفي في 21 يوليو 1959 في شاتسوود ‏ في أستراليا.